# Marmorpalatset, Helsingfors
Marmorpalatset är ett stadspalats i marmor. Det ligger på Östra Allén 1 i Brunnsparken i Helsingfors. Brukspatron August Keirkner lät uppföra palatset som sin privata bostad men det har oftast använts av olika domstolar.

## Tidigare fastigheter
På samma plats fanns tidigare en av de två villor som intendenten för Brunnshuset, överstelöjtnant Walfrid Spåre ägde. Den här villan nummer 1 användes av Spåre. Villan var byggd med ärkehertig Ferdinand Maximilians slott Miramare vid Adriatiska havet som förebild. Spåres villa byggdes i stock medan originalet är byggt i marmor.
Helsingfors stad planerade 1886 att göra den östra delen av Brunnsparken till en ny stadsdel. Spåre köpte 1887 en tomt om cirka 2 800 kvadratmeter för 6 977 mark. Han sålde år 1894 villan till  Eva M. Basilier för 44 000 mark. Basilier grundrenoverade huset och byggde om det till ett sjukhem med 24 platser. Villan byggdes till mot söder enligt ritningar av  G. A. Sundelin. Byggnadsarbetet kostade 100 000 mark. Basilier dock måste sälja sjukhemmet redan 1899, troligen på grund av ekonomiska problem, trots att hon fick ekonomiskt stöd och lån av staten.
Metodistpredikanten Alfred Hildén köpte huset 1899 och hans hustru Berta Hildén fortsatte sjukhemmet. Verksamheten utvidgades med ett BB och stora planer fanns för en stor utvidgning på våren 1899. Tre år senare sände Hildén en förfrågan till metodistkyrkan om de var villiga köpa sjukhemmet. Kyrkan var inte intresserad och huset såldes följande år till sjukhusets föreståndarinna Hulda Fröjdman och hennes make  F. W. Fröjdman som var tjänsteman vid järnvägen. Sjukhemmet fortsatte sin verksamhet men byggnaden och omgivningen förföll.
Fröjdman erbjöd på våren 1910 sjukhusbyggnaden till staden för 160 000 mark men staden förkastade förslaget. Byggnaden köptes samma år i juli av godsägare Carl Gustaf Avellan. Han lät  Waldemar Aspelin planera om huset för bostadsändamål. Stora ändringar gjordes för att bygga trappor och ändra rumsindelningarna 1910. Tomten omgärdades med en mur i jugendstil. Avellan sålde tomten med byggnader vidare till brukspatron Augusti Keirkner för 335 000 mark år 1916.

## Marmorpalatset planeras och byggs
August Keirkner beslöt riva villan och bygga ett nytt pensionärsboende åt sig, Villa Keirkner, och som arkitekt anlitades Eliel Saarinen vars arkitektkontor under 1910-talet hade ritat flera andra byggnader i Brunnsparken. Saarinen tog också hjälp av skulptörerna Gunnar Finne och Emil Wikström samt konstnären Olga Gummerus-Ehrström för att skapa en helhet. Efter att den gamla villan år 1916 rivits så påbörjade byggandet av Marmorpalatset följande år. Det nya palatset byggdes i fyra våningar av sten. Keirkner utökade också tomten med 150 kvadratmeter. Bygget finansierades med försäljningen av Kolho sågverk och Inha fabriker för 4,5 miljoner mark. Byggnaden ritades i nordisk-klassisk stil för att vara privatbostad och rymma Keirkners ansenliga konstsamling. August Keirkner dog den 22 februari 1918 innan slottet stod färdigt. Han begravdes i palatsets trädgård. Skulptören Gunnar Finne gjorde minnesmärket år 1920

## Åren 1918-1946
August Keirkners maka  Lydia Keirkner flyttade in i palatset när det stod färdigt 1918. Hon bodde inte ensam i palatset. Tillsammans med henne flyttade hennes sex år äldre syster, den tidigare föreståndarinnan för Kammio sjukhus, Fanny Bremer och Anna Waldén som redan i Etseri fungerat som Keirkners sekreterare. Fanny Bremer dog i december 1936 och Lydia Keirkner upplevde då att huset kändes öde och beslöt att sälja det till pappersfabrikören Rudolf Waldén för 4,25 miljoner mark år 1937. I samband med affären flyttades August Keirkners grav till Sandudds begravningsplats. Lydia Keirkner flyttade till Rådmansvägen, där hon  till sin död 1945. Den betydande konstsamlingen i Marmorpalatset testamenterades till Ateneum.
Den nya ägaren Rudolf Waldén flyttade med sin hustru Anni Waldén in i palatset i november 1937. In flyttade också makarnas två små barn Alice och Lewis. Palatset renoverades och interiören målades i ljusa i färger. Som direktör för United Paper Mills höll Waldén middagar och representation i palatset. Under Helsingfors tunga bombardemang under fortsättningskriget 1944 sprängdes fönstren och hallen fick splitterskador. Rudolf Waldén dog i oktober 1946. Palatset hade redan samma år hyrts av staten. .

## Åren 1946-1984
Efter kriget användes byggnad av krigsöverdomstolen vid behandlingen av Vapengömmoaffären. Staten övertog ägandet 1949.
Den nygrundade Helsingfors hovrätt tog Marmorpalatset i bruk 1952. Hovrätten kom arbeta i byggnaden under tre decennier tills den 1984 flyttade till nya lokaler i Östra Böle.

## Dagsläget
Under åren 1984–2012 användes byggnaden för Arbetsdomstolen och från 2004 dessutom domarförslagsnämnden. Domstolen finns nu i Böle.
I januari 2013 meddelade Senatfastigheter att de tänker sälja komplexet. Tomten har en yta på 2 777 kvadratmeter, och bostadsytan är på  totalt cirka 1 400 kvadratmeter och en total yta på 2 100 kvadratmeter. Byggnaden är värderad till över 10 miljoner euro och har ännu på hösten 2015 inte hittat någon köpare.

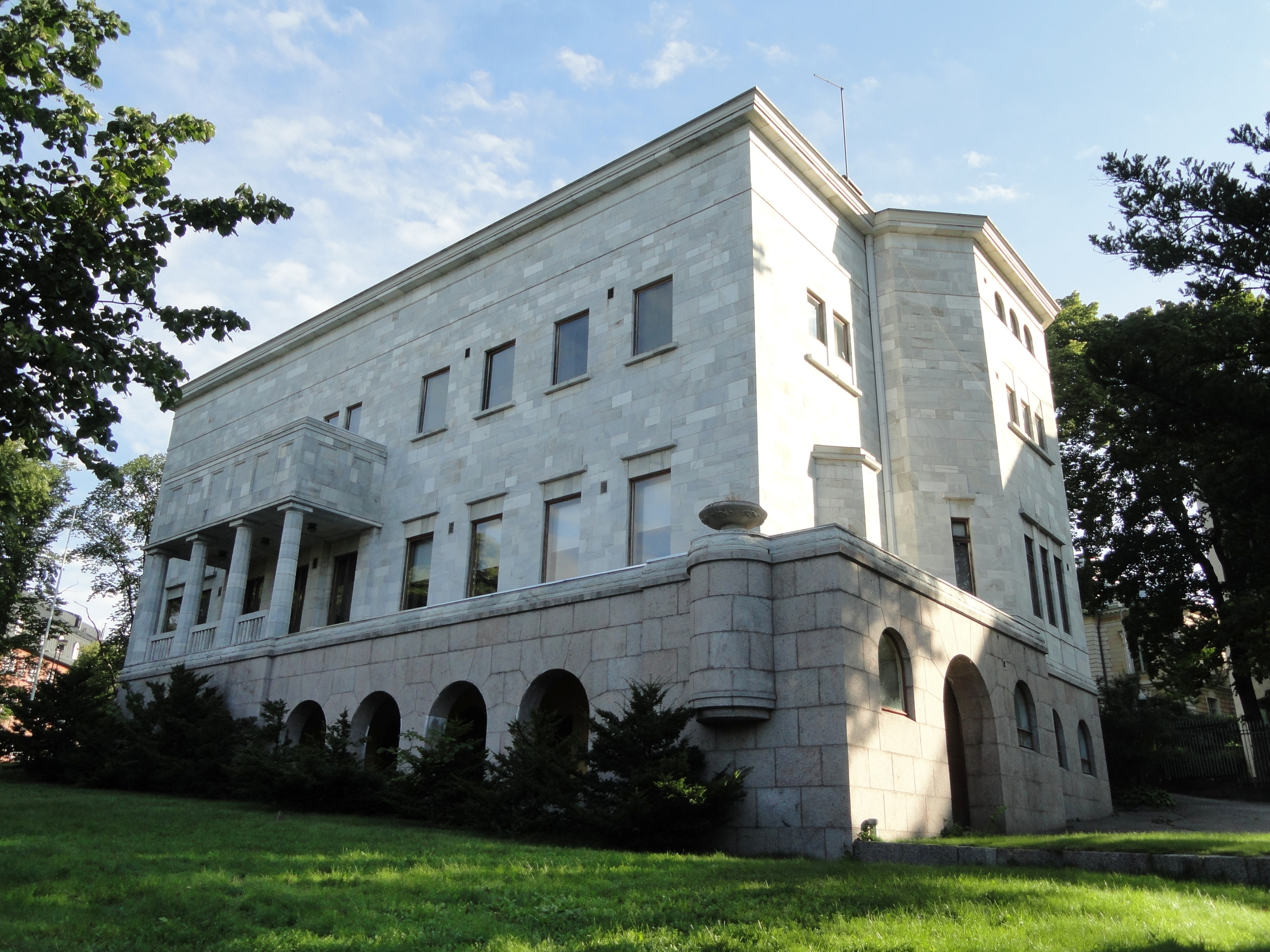
Marmorpalatset